# 諭吉佳作/men
諭吉佳作/men（ゆきちかさくめん、2003年7月15日 - ）は、日本のシンガーソングライター。静岡県出身。

## 略歴
2018年
- 3月11日、K-mix主催「神谷宥希枝の独立宣言 ザ☆オーディションvol.10」でナイス・パフォーマンス賞を受賞。
- 8月26日、「未確認フェスティバル2018」で審査員特別賞を受賞。

2019年
- 3月14日、『＃ジューダイ』（NHK Eテレ）に「スマホだけで音楽活動をする15歳」として紹介された。
- 4月14日、963主催のスリーマンライブにて実演された「lumen」の作詞（作編曲・Kabanagu）を担当。
- 6月26日にでんぱ組.incがリリースするシングル「いのちのよろこび」のc/w「形而上学的、魔法」の作詞・作曲を担当。
- 12月8日、「でんぱ組.inc 幕張ジャンボリーコンサート DEMPARTY 幕張式フルコース 〜ア・ラ・でんぱ〜」（幕張メッセ国際展示場2・3ホール）にて、「形而上学的、魔法」でコラボ。

2020年
- 『坂元裕二 朗読劇 2020「忘れえぬ 忘れえぬ」、「初恋」と「不倫」』の音楽を担当。4月に東京と大阪で開催予定であったが、新型コロナウイルス感染症の影響により中止。同キャストにより『坂元裕二 朗読劇 2021「忘れえぬ 忘れえぬ」、「初恋」と「不倫」』として2021年4月から5月にかけて東京・大阪・札幌で開催。

2021年
- 2月26日、静岡発・ヤマモトショウプロデュースのアイドルグループ・fishbowlの初となる楽曲「深海」をメンバーによるオリジナル版にさきがけゲストヴォーカルとして歌唱した「深海 feat.諭吉佳作/men」のMVが公開。
- 3月15日、「根本凪生誕公演2021 〜根本凪のラビリンス〜」（東京キネマ倶楽部）に出演予定だったが、関係者が新型コロナウイルス感染症で陽性と判定されたため出演取りやめ、声のみの出演となった。
- ミュージカル「消えちゃう病とタイムバンカー The Vanishing Girl & The Time Banker」（東京：4月6日 - 25日、東京芸術劇場 プレイハウス/大阪：4月30日 - 5月1日、梅田芸術劇場 シアター・ドラマシティ）に出演予定であったが、全公演中止となった。
- 5月26日、トイズファクトリーより、EP『からだポータブル』、『放るアソート』を同時リリース。5月9日、「はなしかたのなか」（『からだポータブル』収録）を配信先行リリース。

## 人物・エピソード
小学6年の頃から作詞・作曲を始める。オーディションを受けるにあたって楽器ができないということで母親からGarageBandの存在を教えられ、楽曲制作では2019年6月時点でもiPhoneのGarageBandを使っていた。2019年3月MacBookを入手、まずはライブで使い始め、同年9月からMacBookで楽曲制作も始めている。
「諭吉佳作/men」までがアーティスト名である。2018年にインターネット番組に出演した際、「諭吉佳作」は、母親の名前（「諭佳」）を携帯で入力するときに「諭吉」「佳作」と入力していたことから気に入り、それにファッションブランドのメンズラインのようなお洒落な感じを出すために「men」を付け加えたと語っている。
崎山蒼志とは中学生のころから交友関係があり（崎山は 「神谷宥希枝の独立宣言 ザ☆オーディション VOL.8」ソロ部門グランプリ）、崎山の2ndアルバム『並む踊り』に共作「むげん・（with 諭吉佳作/men）」が収録されている。
長谷川白紙は「ゆき」と呼んでいる。

## 作品

### CD

#### EP
| 発売日         | タイトル                                           | 収録曲 | 備考 |
| -------------- | -------------------------------------------------- | --- | ---- |
| 2021年5月26日  | からだポータブル                                   | 1. ムーヴ 2. まま 3. ショック 4. 外B 5. この星にされる 6. くる 7. はなしかたのなか 8. 撫で肩の………… |      |
| 2021年5月26日  | 放るアソート                                       | 1. 「動く物の園」abelest + 諭吉佳作/men 2. 「巣食いのて」長谷川白紙 + 諭吉佳作/men 3. 「むげん・ (with 諭吉佳作/men)」崎山蒼志 4. 「Lucid Dream feat.諭吉佳作/men」AFRO PARKER 5. 「たべられる♡/たべられない？」ミドルエステート（根本凪+諭吉佳作/men） 6. 「すなばピクニック」 Kabanagu + 諭吉佳作/men |      |
| 2022年11月30日 | With Regard to Christmas                           | 1. CHRISTMAS AFTERNOON 2. GOOD JOb 3. summer C 4. BAD EVE 5. DAY 6. ショック(X’mas Remix) [DL限定ボーナス・トラック] |      |
| 2023年7月12日  | ・archive：EIEN19 (アーカイブエイエンジューキュー) | 1. 2.0.0.3 2. Youth 3. Shi 4. heroic 5. Print<Love>Club 6. クッキング・ソング 7. 機能美 |      |

### 配信限定シングル
| 発売日         | タイトル                             | レーベル                 |
| -------------- | ------------------------------------ | ------------------------ |
| 2019年9月30日  | 動く物の園 / abelest&諭吉佳作/men    | Abelest&Yukichikasakumen |
| 2021年5月9日   | はなしかたのなか                     | トイズファクトリー       |
| 2021年6月18日  | 巣食いのて / 長谷川白紙+諭吉佳作/men | Moment Scale Inc.        |
| 2021年8月21日  | 絵で                                 | トイズファクトリー       |
| 2022年8月31日  | 誰も何もみてないしばれない           | トイズファクトリー       |
| 2022年9月28日  | pάː（パー）                          | トイズファクトリー       |
| 2022年10月26日 | unbirthday                           | トイズファクトリー       |

### 未音源化楽曲
※ここではSoundCloudやEggsに投稿されている楽曲（日付は投稿日）を示す。
- 非常口 （2018年3月22日）[24]
- 排水溝 （2018年4月8日）[24]
- night pool （2018年4月17日）[24]
- 水槽のガラスだけだよ （2018年5月19日）[24]
- 5115 （2018年5月25日）[24]
- 告知 （2018年6月8日）[24]
- 別室で繭を割った （2018年8月5日）[24]
- 純生活 （2018年8月17日）[24]
- のぞき （2018年10月2日）[24]
- 洋装の語る今日は （2018年11月9日）[24]
- プロトタイプ-11（2019年1月19日）[25]

### コラボレーション
- abelest + 諭吉佳作/men「運動」（2019年1月3日、Maltine Records）[26]
- abelest + 諭吉佳作/men「動く物の園」 (2019年9月30日)
- 崎山蒼志「むげん・ (with 諭吉佳作/men)」(2019年10月4日)
- AFRO PARKER「Lucid Dream feat.諭吉佳作/men」（2020年11月25日）
- fishbowl「深海 feat.諭吉佳作/men」（2021年3月5日）

### コンピレーション
- 『未確認フェスティバル 2018』（2018年12月19日、MIKAKUNIN RECORDS）※「非常口」収録
- 『Shimokitazawa SOUND CRUISING 2019 compilation』（2019年5月18日、THISTIME Records）※「洋装の語る今日は」収録

### 楽曲提供
- 963「lumen」（作詞）
- でんぱ組.inc
  - 「形而上学的、魔法」（作詞・作曲）※シングル「いのちのよろこび」c/w
  - 「もしもし、インターネット」（作詞・作曲）※アルバム『愛が地球救うんさ！だってでんぱ組.incはファミリーでしょ』収録
  - 「ゆめをみる」（作詞・作曲・編曲）※根本凪ソロ。アルバム『愛が地球救うんさ！だってでんぱ組.incはファミリーでしょ』（初回限定盤B）収録
- 根本凪「タイニーグレープフルーツ」（作詞・作曲）※EP『lume di spica』収録
- 内山結愛（RAY）「Y」（作詞・作曲・編曲）
- 早見沙織「エメラルド」（作詞・作曲・編曲）※アルバム『白と花束』収録[27]
- tipToe. 「最後の朝が来る前に」（作詞・作曲）※アルバム『lighthouse』収録
- 姫崎莉波（CV:薄井友里）「L.U.V」（作詞・作曲）※学園アイドルマスター関連楽曲

## ミュージックビデオ
| 公開日     | 監督                    | 曲名                | 備考 |
| ---------- | ----------------------- | ------------------- | ---- |
| 2021/05/21 | 渋江修平                | この星にされる      |      |
| 2021/05/28 | マルルーン              | すなばピクニック    |      |
| 2021/06/11 | 杉山峻輔 + JACKSON kaki | ムーヴ              |      |
| 2022/11/29 | 戸田真琴                | CHRISTMAS AFTERNOON |      |

## タイアップ
| 曲名               | タイアップ                            |
| ------------------ | ------------------------------------- |
| はなしかたのなか   | 坂元裕二 朗読劇2021主題歌             |
| Youth To the next▶︎ | NHK「ラフな生活のススメ」テーマソング |

## 出演

### テレビ番組
- ＃ジューダイ（NHK Eテレ、2019年3月14日）
- 前山田×体育のワンルーム☆ミュージック（NHK Eテレ、2019年9月3日）
- Musicる TV #392 (テレビ朝日、2019年11月26日)
- マツコ会議（日本テレビ、2020年11月28日）
- Uta-Tube（NHK総合テレビジョン（東海・北陸地方）、2021年1月9日）※崎山蒼志出演回で「むげん・」を歌唱

### CM
- Apple「Macの向こうから – 日本でつくる」（2021年）[28]

## 雑誌寄稿
- 『文學界』（文藝春秋）2019年10月号
- 『ユリイカ』（青土社）2021年2月号、2023年10月号